# Бєляєв Олександр Романович
Олекса́ндр Рома́нович Бєля́єв (4 (16) березня 1884, Смоленськ — 6 січня 1942, м. Пушкін) — російський письменник-фантаст, один із засновників радянської наукової фантастики. Відомий також як «російський Жуль Верн».

## Біографія
Олександр Бєляєв народився в Смоленську, в сім'ї священника. У родині було ще двоє дітей: сестра Ніна померла у дитинстві від саркоми; брат Василь, студент ветеринарного інституту, потонув, катаючись на човні.
У дитинстві Олександр був непосидючим — наслідком невдалого жарту стала травма ока з подальшим погіршенням зору. За бажанням батька і щоб привчити сина серйозно ставитись до життя, Олександра віддали вчитися у духовну семінарію, котру він закінчив 1901 року, і вступив до Демідовського ліцею в Ярославлі, збираючись стати юристом. Невдовзі батько помер, кошти сім'ї стали обмежені, на освіту грошей не вистачало. Довелося шукати роботу — Олександр давав уроки, малював декорації для театру, грав на скрипці в оркестрі цирку.
З дитячих років йому подобалась музика; він самостійно навчився грати на скрипці, роялі. Займався фотографією, зокрема зйомками «фотографій жахів» (так існував зроблений ним знімок «Голова людини на тарілці в синіх тонах»). Мріяв про польоти: намагався полетіти, прив'язуючи до рук віники, стрибав з даху з парасолькою, урешті-решт піднявся у повітря на маленькому аероплані.
Олександр з дитинства любив театр, сам міг виступати в ролі драматурга, режисера, актора. Домашній театр Бєляєвих у Смоленську користувався широкою відомістю, гастролював не тільки містом, але й поза ним. Одного разу, під час приїзду в Смоленськ столичної трупи під керівництвом Костянтина Станіславського, Бєляєву вдалося замінити захворілого артиста — зіграти замість нього в декількох спектаклях. Успіх був повним, Станіславський навіть запропонував Бєляєву залишитися в трупі, але той з невідомої причини відмовився.
Після закінчення Демидовського ліцею, Бєляєв отримав посаду довіреного у Смоленську, і невдовзі став відомим як гарний юрист. У нього з'явились постійні клієнти. Зросли і матеріальні можливості: він зміг зняти і облаштувати гарну квартиру, придбати непогану колекцію картин, зібрати велику бібліотеку. Закінчивши кожну справу, він відправлявся подорожувати за кордон; був у Франції, Італії, відвідав Венецію.
У віці тридцяти п'яти років О. Бєляєв захворів на туберкульоз, який проявився специфічним плевритом. Лікування виявилось невдалим — процес прогресував з поширенням туберкульозного запалення на хребет, розвинувся параліч ніг. Хвороба перебігала вкрай тяжко. Молода дружина відмовилась доглядати і залишила хворого чоловіка. У пошуках спеціалістів, котрі змогли б йому допомогти, О. Бєляєв з матір'ю і старою нянькою потрапили до Ялти. Там у лікарні він почав писати вірші. Поступово настало деяке поліпшення.
Щоб прожити, Бєляєв став вихователем у дитячому будинку, потім його влаштували на посаду інспектора кримінального розшуку — він організував там фотолабораторію, пізніше довелося піти працювати у бібліотеку. Життя в Ялті було дуже важким, і Бєляєв за допомогою знайомих переїхав із сім'єю до Москви, влаштувався юрист-консультантом. У вільний час намагався займатися літературою — в результаті чого газета «Гудок» почала друкувати з продовженням його перше оповідання «Голова професора Доуеля» (1925 рік).
Пізніше цей твір, якого Беляєв доробив до роману, прийняли до друку в журнал «Всемирный следопыт». Публікація спричинила встановлення тісних стосунків, а потім і співпраці з журналами «Всемирный следопыт» та «Вокруг света». У Москві Бєляєв прожив до 1928 року; за цей час написав «Острів загиблих кораблів», «Остання людина з Атлантиди», «Людина-амфібія», «Боротьба в ефірі», опубліковано збірник оповідань. Писав автор не тільки під своїм ім'ям, але й під псевдонімами А. Ром і Арбел.
У 1928 році Бєляєв із сім'єю переїхав до Ленінграда, і з того часу професійно займався виключно літературою. Таким чином з'явились «Володар світу», «Підводні землероби», «Чудесне око», оповідання із серії «Винаходи професора Вагнера». Друкували їх здебільшого московські видавництва. Проте через деякий час хвороба знову дала про себе знати, і довелося переїхати з дощового Ленінграду до сонячного Києва. Умови життя в Києві виявились кращими, але для творчості виникли перешкоди — рукописи там приймали тільки українською мовою, тому доводилось їх надсилати до Москви чи Ленінграда.
1930 рік виявився для письменника дуже тяжким: від менінгіту померла його шестирічна донька, на рахіт захворіла друга, а через декілька місяців загострилась і його власна хвороба. Внаслідок цього в 1931 році сім'я повернулася до Ленінграда: незнання української мови зробило життя в Києві проблемним. Постійні побутові неприємності заважали писати, та все ж Бєляєв створив у ці роки п'єсу «Алхіміки…», роман «Стрибок у ніщо».
Окрім побутових проблем і проблем зі здоров'ям, великі проблеми виникли і з виданням творів: редактори їх безжалісно скорочували, перероблювали. Тоді у радянській літературі особливо важливою темою вважали технічний прогрес. Через це повість «Зірка КЕЦ», за спогадами доньки письменника, «була настільки скорочена, що перетворилася… в технічний довідник». Тільки значно пізніше вдалося відновити, а потім і збільшити попередній авторський текст.
Творчість Бєляєва дещо нерівномірна: ранні твори різняться від пізніших, етичні питання часто виявляються більш захопливими за найоригінальніші науково-технічні гіпотези, а романтичний пафос привабливіший за детективний сюжет. Письменника гостро цікавило питання людської психіки: функціювання мозку, його зв'язку з тілом, з життям душі, духу: «Чи може мозок мислити поза тілом? Чи можлива пересадка мозку? Які наслідки може понести за собою анабіоз і його широке застосування? Чи існують межі у можливості навіювання? У генної інженерії?»
Спробі вирішити ці проблеми присвячені романи «Голова професора Доуеля», «Володар світу», «Людина, що втратила обличчя», оповідання «Людина, яка не спить», «Хойті-Тойті». Своєрідним продовженням цих роздумів стали романи-гіпотези, які поміщають людину в різні середовища існування: океан («Людина-амфібія»), повітря («Аріель»). За всіма цими творами — прагнення письменника-інваліда кинути виклик фізичній обмеженості людського духу, гімн необмеженій свободі і надія на те, що подібна свобода робить людину кращою.
«Безпідставні фантазії, що відволікають від актуальних задач соціалістичного будівництва», піддавалися різкій критиці з боку влади, що в пізній період творчості примусило Бєляєва до створення творів, в яких головне — список винаходів, відкриттів, технічних досягнень і оспівування комуністичного майбутнього («Підводні землероби», «Під небом Арктики», «Чудове око», тощо). У художньому відношенні ці твори малоцікаві.
Останній роман письменника написаний у 1941 р., — «Аріель». Він перегукується з відомим романом Олександра Гріна «Блискучий світ». Герой роману наділений здатністю літати без якихось наукових пояснень цього таланту зі сторони автора. Наприкінці життя Бєляєв відмовився від технічних і соціальних проблем і віддався романтичному опису людини, яка долає «земне тяжіння».
Незадовго до війни письменник переніс чергову операцію, тому на пропозицію евакуюватися, коли почалась війна, відповів відмовою. Місто Пушкін (передмістя Ленінграду), де жив у останні роки Бєляєв разом із сім'єю, окупували німецькі війська. У січні 1942 р. письменник помер від голоду. Дружину і доньку письменника нацисти вивезли до Польщі, до травня 1945 року вони знаходились у різних таборах Польщі й Австрії. Після закінчення війни їх відправили на заслання до Східного Сибіру, де вони пробули 11 років.
Місце захоронення Олександра Бєляєва достовірно не відоме. Пам'ятна стела на Казанському кладовищі міста Пушкін встановлена лише на ймовірній могилі.

## Творчість
Книги Бєляєва присвячено проблемам науки і техніки майбутнього. Серед відомих творів: «Голова професора Доуеля», «Людина-амфібія», «Аріель», «Зірка КЕЦ» (КЕЦ — це ініціали Костянтина Едуардовича Ціолковського) і багато інших, всього понад 70 науково-фантастичних творів, зокрема 13 романів.
Розробляв такі жанрові різновиди фантастики, як гостросюжетний пригодницький роман («Острів затонулих кораблів», 1927; «Людина-амфібія», 1928; «Голова професора Доуеля», 1937), соціально спрямований сатиричний памфлет з елементами гротеску («Людина, що втратила обличчя», «Володар світу» і «Продавець повітря», всі — 1929), робінзонада («Мертва голова», 1928), соціальна утопія («Боротьба в ефірі», 1928). Роман «Аріель» (1941) — спроба більш умовної, казкової фантастики. Автор науково-критичних статей.
Українською мовою вийшли перше і єдине за життя видання роману «Чудесне око», перше окреме видання роману «Зірка КЕЦ» (К., 1936).
Опублікував рецензію на роман Володимира Владка «Аргонавти Всесвіту» (1939). Написав сценарій «Коли погасне світло» (1940) для Одеської кіностудії художніх фільмів.
Твори Бєляєва українською мовою перекладали В. Козаченко, Д. Прикордонний та інші.

### Наукові передбачення, які збулися
У своїх науково-фантастичних романах Олександр Бєляєв передбачив появу величезної кількості винаходів, хоча за життя письменника його ідеї часто розцінювали як «науково неспроможні» та «позбавлені пізнавального значення». Частина з них пов'язана з освоєнням моря: підводні поселення і ферми, підводна зйомка і телебачення, ранці-буксировщики для плавців («Підводні землероби», «Чудесне око»). Інша — з освоєнням космосу: пілотовані космічні польоти, вихід у відкритий космос, політ на Місяць і орбітальні станції («Зірка КЕЦ», «Стрибок у ніщо»). Також він передбачив досягнення в біології та медицині: створення нових органів людини, збереження життєдіяльності ізольованих органів, трансплантологію, операції на кришталику, пластичну хірургію, управління настроєм і діями живого організму, регулювання росту через вплив на ендокринну систему, препарати, які знімають втому і стимулюють розумову діяльність, заморожування як спосіб тимчасово призупинити біологічне функціонування («Людина-амфібія», «Голова професора Доуеля», «Людина, що втратила обличчя» та ін.). Крім того: радіолокатор, інтроскоп («Боротьба в ефірі»), безпілотні літальні апарати («Володар світу»); мікробіологічне виробництво («Вічний хліб»), штучну кульову блискавку тощо.

## Переклади українською (перші видання)
- Людина-амфібія: Науково фантастичний роман / Пер. Л. Вовчик. — Харків: ДВУ, 1930. — 230 с.
- Чудесне око: Науково фантастичний роман. — Київ: Молодий більшовик, 1935. — 224 с.: іл.[10]
- Зірка КЕЦ: Науково фантастичний роман / Худ. Н. Травін. — Київ: Молодий більшовик, 1936. — 244 с.
- Голова професора Доуеля: Науково фантастична повість. — К.: Дитвидав, 1957. — 172 с.
- Людина, що знайшла своє обличчя: Науково фантастичні твори. — К.: Молодь, 1959. — 488 с. — (Бібліотека пригод та наукової фантастики).
- Хойті-Тойті: Оповідання. — К.: Молодь, 1960. — 100 с. — (Бібліотечка пригод та наукової фантастики).
- Мертва голова: Оповідання. — К.: Молодь, 1961. — 112 с. — (Бібліотечка пригод та наукової фантастики).
- Стрибок у ніщо: Фантастичний роман. — К.: Молодь, 1961. — 258 с. — (Пригоди. Подорожі. Наукова фантастика).
- Небесний гість: Повість та оповідання. — К.: Молодь, 1963. — 256 с. — (Пригоди. Подорожі. Наукова фантастика).